# Benjamin Holt
Pour les articles homonymes, voir Holt.

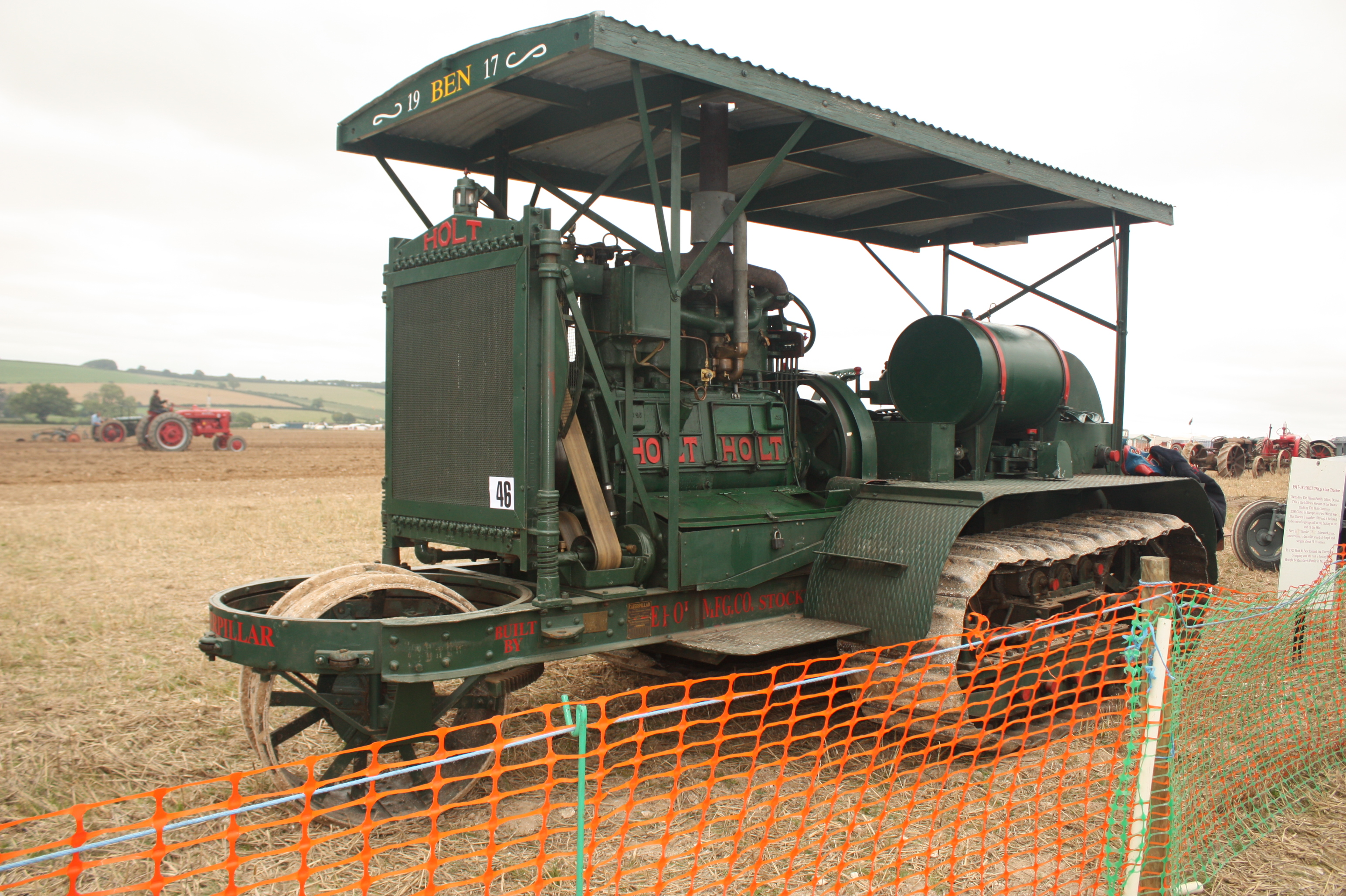
Holt 75 (s/n 3580) exposé en Angleterre en 2008.

Benjamin Leroy Benjamin Holt (1er janvier 1849 - 5 décembre 1920) est un homme d'affaires et un inventeur américain qui a breveté et fabriqué le premier tracteur pratique à bande de roulement de type chenille,. La chenille continue est utilisée pour les véhicules agricoles et d'ingénierie lourds afin de répartir le poids sur une grande surface pour éviter que le véhicule ne s'enfonce dans un sol mou. Il a fondé avec ses frères la Holt Manufacturing Company.

## Début de la vie
Le plus jeune de quatre frères et onze sœurs, les enfants de William Knox Benjamin Holt et d'abord, Eliza Jane Virgin, puis Harriet Parker Ames de Concord. William Knox Holt possédait une scierie qui fabriquait du bois dur pour la construction de chariots et de carrosses. En 1864, Charles H. Holt, le frère de Benjamin, arrive à San Francisco, en Californie, où il fonde C. H. Holt and Co. L'entreprise produisait des roues en bois pour les wagons et, plus tard, des roues de tramway en acier. Les frères William Harrison Holt et Ames Frank Holt sont arrivés en 1871. L'entreprise vendait du bois dur, du bois d'œuvre, des matériaux pour les chariots et les voitures, fabriquant principalement des essieux, des roues et des châssis de chariots. Les frères expédiaient du bois dur du New Hampshire par bateau jusqu'à San Francisco.
En 1869, Benjamin va travailler dans la scierie de son père, préparant les bois durs pour les expédier à ses frères à San Francisco. À 23 ans, il obtient une participation dans l'entreprise et gère l'expédition du bois vers la côte ouest. Sa mère meurt en 1875 et son père huit ans plus tard, en 1883. Ses parents étant partis, Holt part lui aussi pour la Californie.

## Fabrication de tracteurs
Benjamin Holt arrive en Californie en 1883. Les frères Holt ont formé la Stockton Wheel Company pour assaisonner les bois de manière à les préparer à être utilisés dans les vallées arides de Californie et les déserts de l'Ouest. Ils ont basé leur nouvelle entreprise dans la chaude Central Valley (Californie) ville de Stockton , où le climat était propice au séchage des roues en bois. Ils ont investi 65 000 dollars dans une usine équipée des meilleures machines disponibles. Stockton, située à environ 90 milles (145 km) à l'est de San Francisco, était accessible par bateau de mer et par Bateau fluvial via le fleuve San Joaquin. En 1883, les frères employaient 25 hommes dans un bâtiment en brique de trois étages et un bâtiment à ossature de bois d'un étage à Stockton. 
Benjamin était reconnu par sa famille comme un entrepreneur et un génie de la mécanique. La plupart des champs environnants ont été récupérés dans le delta de la rivière San Joaquin. Une grande partie était plantée en blé et Benjamin Holt a produit sa première "moissonneuse combinée à courroie de liaison", tirée par des chevaux. Cette machine utilisait des courroies à chaînes flexibles plutôt que des engrenages pour transmettre la puissance des roues au sol au mécanisme de travail, réduisant ainsi les bris et les temps d'arrêt. Alors qu'il fabriquait des roues de carrosse et de chariot ainsi que des carrospériodique de voiture, Benjamin constate le besoin de moteurs de tractions mécaniques pour remplacer les machines tirées par des chevaux.
En 1890, Holt construit son premier moteur de traction à vapeur expérimental, surnommé "Old Betsy". Elle développait 60 chevaux impériaux (45 kW) sur un châssis 24 pieds (7 m) de long à partir d'un seul piston 11 pouces (279 mm) de diamètre, 12 pouces (305 mm) de course. Il pouvait brûler du bois, du charbon ou de l'huile comme carburant. Avec une capacité de 2 560 litres (675 gallons US, 562 gallons impériaux) d'eau, il pesait 22 tonnes et roulait sur d'énormes roues métalliques. Les tracteurs de Benjamin Holt pouvaient récolter de grands champs pour un sixième du coût d'une moissonneuse-batteuse tirée par des chevaux. Les forestiers les adaptèrent bientôt pour transporter les grumes de Redwood hors des forêts dépourvues de routes.
En 1892, les Holt fabriquèrent un tracteur à vapeur capable de transporter 45 tonnes de marchandises à une vitesse de 4,8 km/h). Jusqu'alors, en Amérique, la force animale était utilisée pour transporter des marchandises, le tracteur est donc une énorme innovation. Benjamin Holt devient président cette année-là et la société est créée sous la dénomination Holt Manufacturing Company. 
L'une de ses innovations suivantes est de produire une moissonneuse à collerette. Il a ajouté deux cadres en bois séparés qui permettaient aux roues motrices d'être levées ou abaissées indépendamment l'une de l'autre. Cela permettait à la moissonneuse-batteuse de fonctionner sur des pentes aussi raides que 30 degrés tandis que la batteuse restait à l'horizontale. Cependant, la machine avait 36 pieds (11 m) de large et nécessitait 20 chevaux ou mules ou plus pour la tirer.
Le frère de Benjamin, Ames Frank Benjamin Holt, est décédé le 7 octobre 1889. En 1890, Benjamin épouse Anne Brown, fille du pionnier de Stockton Benjamin Eseck Brown et de Lucy May Dean. Dans les cinq années qui suivent, ses deux frères aînés meurent également. William Harrison Benjamin Holt meurt le 15 février 1904, et Charles Henry Benjamin Holt meurt le 8 juillet 1905, laissant Benjamin à sa charge. Benjamin et Anne ont eu cinq enfants : Alfred, William Knox, Anne, Edison Ames et Benjamin Dean. William suit son père dans l'entreprise à l'âge adulte. 
Alors que plus de 100 brevets connexes pour des bandes de roulement de tracteurs à chenilles avaient déjà été délivrés dans le monde entier, tous n'ont pas fonctionné sur le terrain. Le centre d'innovation se trouvait en Angleterre, et en 1903, Benjamin Holt s'y rendit pour en apprendre davantage sur les développements en cours, bien que tous ceux qu'il vit échouèrent aux tests sur le terrain. Benjamin retourna à Stockton et, utilisant ses connaissances et les capacités métallurgiques de son entreprise, il devint le premier à concevoir et à fabriquer une chenille continues pratique pour une utilisation dans les tracteurs. Le 24 novembre 1904, dans les champs autour de Stockton , il fait la démonstration réussie du premier tracteur à chenilles.

## Utilisation pendant la première guerre mondiale

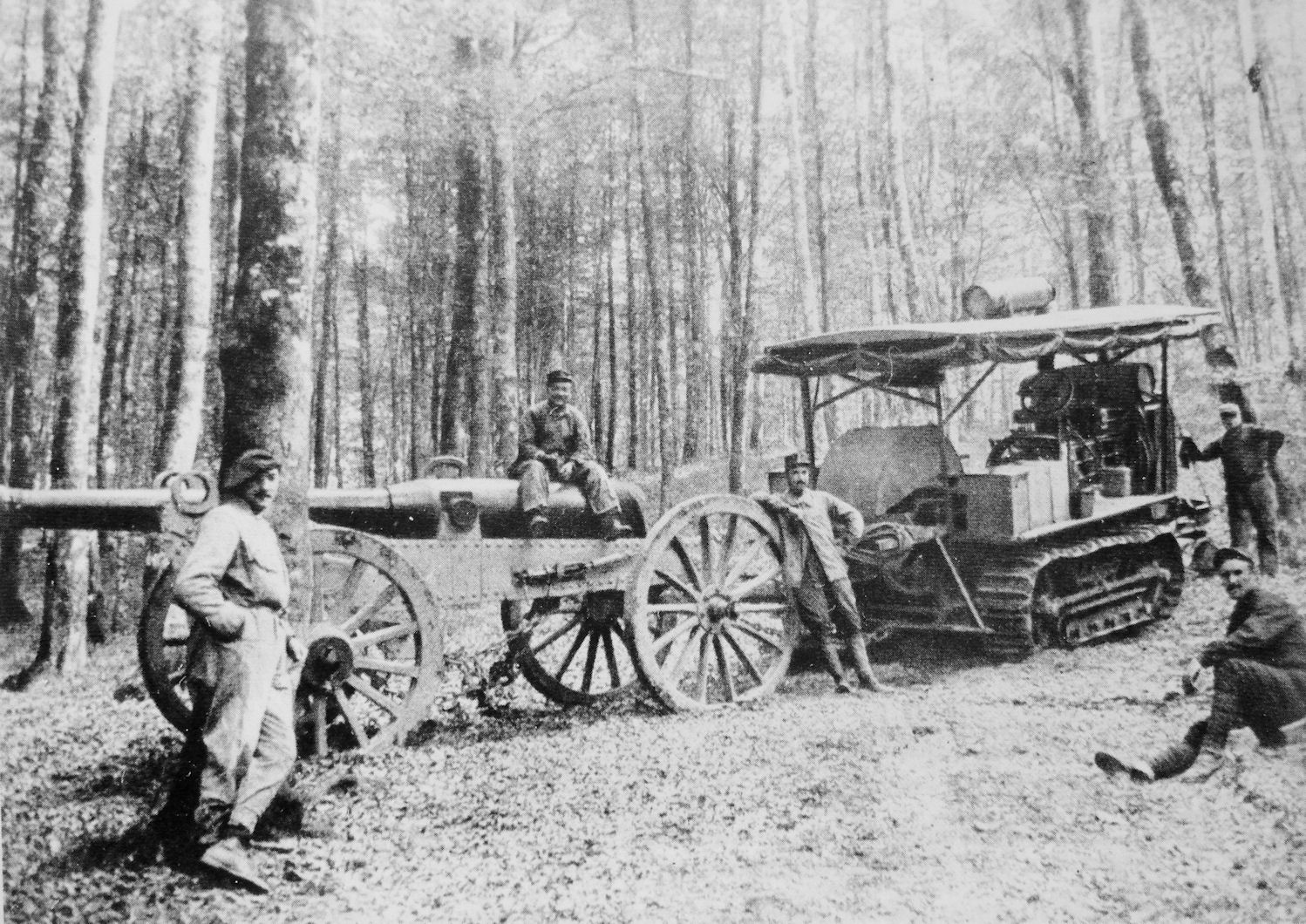
Un tracteur Holt dans les Vosges au printemps 1915 servant de Tracteur d'artillerie pour l'armée française.

Pendant la Première Guerre mondiale, les tracteurs Benjamin Holt ont été utilisés pour remplacer les chevaux afin de transporter l'artillerie et d'autres fournitures. Le Quartermaster Corps les utilisait également pour tirer de longs trains de wagons de marchandises sur les pistes de terre non améliorées à l'arrière du front. Les tracteurs Benjamin Holt ont également inspiré le développement des chars britanniques et français, qui ont profondément modifié les tactiques de guerre au sol,. 
En 1916, environ un millier de tracteurs Caterpillar de Benjamin Holt étaient utilisés par les Britanniques lors de la Première Guerre mondiale. Le vice-président de Benjamin Holt Murray M. Baker a déclaré que ces tracteurs pesaient environ 18 000 livres (8 165 kg) et avaient 120 chevaux impériaux (89 kW). À la fin de la guerre, 10 000 véhicules Holt avaient été utilisés dans l'effort de guerre allié. 

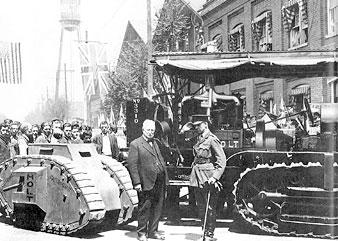
Benjamin Holt (à gauche) avec le colonel britannique Ernest Dunlop Swinton à Stockton, avril 1918. Le véhicule de droite est un tracteur Holt ; celui de gauche est une réplique miniature de chars lourds britanniques de la Première Guerre mondiale.

Le 22 avril 1918, le colonel Ernest Dunlop Swinton, officier de l'armée britannique, visite Stockton lors d'une tournée aux États-Unis. Swinton a publiquement remercié Benjamin Holt et sa main-d'œuvre pour leur contribution à l'effort de guerre. En 1914 et 1915, Swinton avait préconisé de baser une sorte de véhicule de combat blindé sur les tracteurs à chenilles de Holt, mais sans succès. (Bien que la Grande-Bretagne ait développé des chars, ils provenaient d'une source distincte et n'étaient pas directement influencés par les machines Holt. Après l'apparition des chars sur le champ de bataille, Holt a construit un prototype, le Holt gas electric tank, mais il n'est pas entré en production).
Après la fin de la guerre, Holt se concentre moins sur les machines agricoles et plus sur la production d'équipements pour la construction de routes. Le 5 décembre 1920, Benjamin Holt, âgé de 71 ans, meurt après une maladie d'un mois. Cinq ans plus tard, la Holt Caterpillar Company fusionne avec son plus grand concurrent, la société C. L. Best, pour former ce qui est aujourd'hui Caterpillar, la 133e plus grande entreprise du monde en 2008.

## Héritage
Une rue du nord de Stockton  est nommée Benjamin Holt Drive en son honneur. La Benjamin Holt College Preparatory Academy, un middle et high school (grades 6-12), porte son nom.
Le Benjamin Holt Memorial Hall, dédié à ses contributions à la mécanisation de l'agriculture, a ouvert ses portes au Haggin Museum de Stockton, en Californie, en 1976. Il comprend la deuxième plus ancienne moissonneuse-batteuse exposée aux États-Unis (une moissonneuse Haines-Houser de 1904) tirée par un tracteur à chenilles Benjamin Holt '75' de 1918. Les deux pièces sont entièrement restaurées.
Benjamin Holt est enterré au Stockton Rural Cemetery à Stockton, en Californie.